# Aegla uruguayana
Aegla uruguayana es una especie de decápodo aéglido integrante del género Aegla, cuyos miembros son denominados comúnmente cangrejos tanque, cangrejos pancora, cangrejos de agua dulce, falsos cangrejos o cucarachas de río. Este crustáceo habita en aguas dulces del centro-sur de América del Sur.

## Taxonomía
Esta especie fue descrita originalmente en el año 1942 por el biólogo carcinólogo estadounidense Waldo LaSalle Schmitt.
Localidad y ejemplares tipo
Fue descrita con ejemplares colectados a 14 km al nordeste de la ciudad de San Carlos, departamento de Maldonado, en el sudeste del Uruguay. El holotipo es un macho de 33 mm etiquetado como el FMNH 2287, colectado por K. P. Schmidt el 20 de octubre de 1936. Los paratipos son 2 machos y 4 hembras (FMNH 2288) con los mismos datos quel holotipo, y 3 machos y 2 hembras (MCZ 10478) del departamento de Maldonado.

## Distribución y hábitat
Este cangrejo habita en el fondo de arroyos, ríos, lagunas y lagos de agua dulce. Se distribuye en el sur del Brasil, en el estado de Río Grande del Sur, gran parte del Uruguay, y el centro de la Argentina.
Argentina
- Buenos Aires: Puerto de La Plata, Delta del Paraná, Playa del Río de la Plata en Vicente López, lago de Palermo en la ciudad de Buenos Aires, isla Martín García, Opendoor, lago de la ciudad de La Plata, Adrogué, Ruta 8 y río Luján, estancia Los Álamos del río Baradero, arroyo de las Tunas entre Benavidez y Pacheco.

- Entre Ríos: Paraná, Diamante, arroyo Sangrador de Colón, arroyo Yuquerí Grande, Concordia, arroyo Yeruá, arroyo El Gato en Gualeguaychú, La Salamanca, arroyo Molino, Concepción del Uruguay, río Brazo Largo.

- Santa Fe: Colastiné.

- Córdoba: arroyo de Fink, Calamuchita, río Tercero.

- Mendoza: Cacheuta

- San Luis: sin localidad

Brasil
- Río Grande del Sur: Uruguayana, Cerro Grande do Sul, Tapes, BR 472 y arroyo Ibaá (afluente del río Uruguay), arroyo Bagé, arroyo Candiota, arroyo Velhaco, Tapes, arroyo Ibacarú (cuenca del río Jacuí), Barra do Ribeiro, Río Grande.

Uruguay
- Colonia: Carmelo, Santa Lucía, Nueva Palmira, arroyo Rosario, arroyo San José, arroyo Las Vacas frente al cerro de Carmelo.

- Rocha: Barra del arroyo Tapes, río Cebollatí,

- Maldonado: Punta del Este, Ruta 9 y arroyo Maldonado, Ruta 9 y arroyo Sauce, Ruta 9 y cañada Las Pajas, arroyo San Carlos en San Carlos, Ruta 12 y arroyo Sarandí.

- Río Negro: Fray Bentos.

Ruta 9 y arroyo Don Carlos, arroyo de la cuenca del Río Negro en Mercedes.
- Paysandú: arroyo Curtiembre, arroyo Sacra.

- Canelones: Paso de la Arena, arroyo Miguelete.

- Salto: arroyo del Sauce.

## Características y costumbres
Las medidas de longitud promedio de este cangrejo para los machos es de 21,38 mm y de las hembras 20,64 mm.
Esta especie es similar a A. platensis. Ambas son especies morfológicamente parecidas, y poseen una distribución simpátrica en la cuenca de La Plata.
Comparándolas entre sí, se destaca en A. uruguayana la ausencia de lóbulo en el margen proximal del dedo móvil del quelípedo, por la ausencia de cresta palmar, por la presencia apicalmente de una robusta elevación ornada, con espinas en el 4º esternito torácico y por el tipo de ornamento en el margen ventral del isquio del quelípedo.
Estudiando las cuantificaciones de su morfometría geométrica, se encontraron diferencias más profundas en la forma de la región anterior del cefalotórax, en las espinas anterolaterales orbitales, en la prominencia del rostrum, la que es mayor en A. uruguayana, la que también posee una frente más amplia que A. platensis, tanto orbitaria como extraorbitaria sinusoidal.